# Honigbienen

Anatomie einer Honigbienen-Arbeiterin

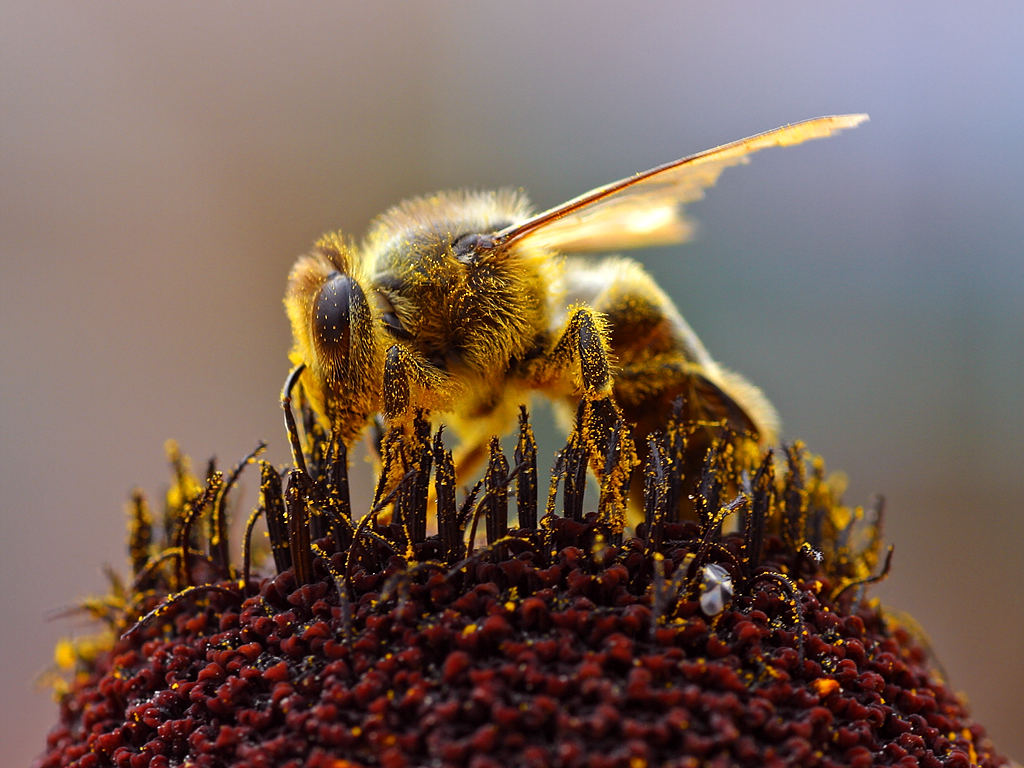
Honigbiene beim Pollensammeln

Verbreitungskarte
Apis andreniformis
Apis cerana
Apis dorsata
Apis florea
Apis koschevnikovi
Apis nigrocincta
Apis mellifera

Die Honigbienen (Apis) sind eine Gattung aus der Familie der Echten Bienen (Apidae). Die Gattung umfasst je nach taxonomischer Auffassung sieben bis zwölf staatenbildende Arten, von denen die meisten nur in Asien heimisch sind.
Für die weltweite Imkerei hat die Westliche Honigbiene die größte Bedeutung; in vielen asiatischen Ländern wird auch die dort ursprünglich vorkommende Östliche Honigbiene in einfachen Klotzbeuten oder Höhlungen von Mauern gehalten. Diese beiden Arten brüten im Schutz von Höhlen und konnten sich dadurch sehr weit aus den tropischen Regionen heraus in gemäßigtere Klimazonen ausbreiten, wodurch sich insbesondere bei der Westlichen Honigbiene regional verschiedene Unterarten herausgebildet haben. Eine natürliche Grenze der Besiedelung wird oft durch Gebirge oder Inseln gebildet.
Daneben gibt es die wild lebenden Arten mit frei hängenden Nestern, die in bescheidenem Umfang zur Honiggewinnung genutzt werden, vor allem die Riesenhonigbiene und die Zwerghonigbiene – dies wird als Honigjagd bezeichnet.

## Merkmale
Die Gattung umfasst kleine bis moderat große Arten, mit Körperlängen zwischen 7 und 19 Millimeter. Sie sind im Umriss relativ langgestreckt und moderat dicht behaart, unter Einschluss der ebenfalls behaarten Komplexaugen. Bei den Arbeiterinnen tragen die Mandibeln weder Zähne noch Kiele. Wie bei den Königinnen sind ihre Klauen gespalten, zwischen ihnen sitzt ein Arolium als Haftpolster auf glatten Oberflächen. Die Tibien der Hinterbeine tragen keine Sporne, sie sind, wie das erste Tarsenglied, bei den Weibchen als Sammeleinrichtung für Pollen erweitert und bilden ein Körbchen (Corbicula) aus (Körbchensammler). Typisch für die Gattung ist vor allem ein Merkmal des Flügelgeäders. Die Radialzelle des Vorderflügels ist sehr langgestreckt, etwa viermal so lang wie ihr Abstand zur Spitze des Flügels, ihre Spitze (Apex) abgerundet. Das Flügelmal (Pterostigma) ist schmal und unauffällig. Die Genitalien der Männchen (Drohnen genannt) sind schwach sklerotisiert und im Aufbau vereinfacht, stark vergrößert ist der im Inneren des Aedeagus liegende Endophallus. Auf der Unterseite des Abdomens liegen paarige zusammengesetzte Drüsen, die den Bienenwachs produzieren und deshalb als Wachsdrüsen (vgl. Abb. Anatomie einer Honigbienen-Arbeiterin, Nr. 34) bezeichnet werden.

## Systematik

### Klassische Einteilung der Honigbienen und ihre Unterarten
Wie in der biologischen Systematik üblich, werden die Arten der Gattung Apis nach morphologischen Merkmalen unterschieden. Wichtige Merkmale zur Unterscheidung der Arten sind, neben der Körpergröße, das Flügelgeäder (insbesondere das Vorhandensein oder Fehlen eines Fortsatzes der Media im Geäder des Hinterflügels) und Färbungsmerkmale (vgl.). Wichtig bei der konkreten Artansprache der nicht domestizierten Arten ist auch die Verbreitung, da viele der Arten nicht gemeinsam (sympatrisch) im selben Gebiet vorkommen.
Innerhalb der Arten der Gattung Apis werden darüber hinaus lokale Unterarten abgegrenzt (diese wurden früher der Terminologie bei den Haustieren folgend als Rassen bezeichnet; diese Bezeichnungen sind in vielen, auch neueren Werken noch enthalten). Diese Unterscheidung ist ggf. wichtig, da insbesondere bei den Arten mit großem Verbreitungsgebiet sich lokale Einheiten nicht nur morphologisch, sondern auch in ihrer Biologie unterscheiden). Unterarten sind in der Zoologie definiert als lokale Untereinheiten, die unterschiedliche Verbreitungsgebiete besitzen, die sich nicht (oder nur in einer schmalen Hybridzone randlich) überlappen sollen. Die Abgrenzung einer Lokalpopulation als Unterart ist also immer, zumindest teilweise, willkürlich, je nachdem wie bestimmte lokale feststellbare Unterschiede gewichtet werden. Die Bienenkundler sind aber überein gekommen, nur solche Lokalformen als Unterarten zu definieren, die auch substantielle biologische Unterschiede aufweisen. Die Lokalpopulation selbst ist dabei eine natürliche, auch genetisch abgrenzbare Einheit. Willkürlich ist aber die Entscheidung, ob diese auch taxonomisch, also im Rang einer Unterart, gefasst werden soll. Da die lokalen Gruppen (Unterarten, früher Rassen genannt) sich untereinander stark ähneln und teilweise in ihren Merkmalen weit überlappen, ist im Regelfall ihre Unterscheidung anhand einzelner Differentialmerkmale unmöglich. Daher wurden morphometrische Indices entwickelt, bei denen zahlreiche Merkmale am Einzeltier gemessen und nach einer komplexen Formel zu einem Index verrechnet werden. Dadurch ist es im Regelfall möglich, Individuen anhand zahlreicher synchron erfasster Merkmale einer Unterart zuzuweisen, bei denen jedes Einzelmerkmal keine Differenzierung ermöglichen würde. Erste morphometrische Formeln wurden bereits 1912 eingeführt, die heutige Methodik wurde durch den Bienenkundler Friedrich Ruttner entwickelt. Morphometrische Methoden werden vor allem zur Abgrenzung der Unterarten eingesetzt, seltener werden sie auch zur Unterscheidung von Arten verwendet, etwa der sehr ähnlichen Apis dorsata und Apis laboriosa (Untergattung Megapis).
Nach dem in der Biologie weit verbreiteten biologischen Artkonzept des Evolutionsbiologen Ernst Mayr sollten „gute“ Arten nicht miteinander kreuzbar sein, während Unterarten fruchtbaren Nachwuchs erzeugen können. Allerdings sind inzwischen zahlreiche unvollkommen separierte Arten mit noch unvollkommenen Isolationsmechanismen bekannt, die die Anwendung in der Praxis erschweren.

### Kreuzungen
In der Gattung Apis sind, durch Ruttner experimentell nachgewiesen, die westliche und die östliche Honigbiene trotz morphologischer Ähnlichkeit nicht miteinander kreuzbar, während die östliche Honigbiene A. cerana und Apis koschevnikovi Hybride ausbilden können. Bei gemeinsam (sympatrisch) vorkommenden Bienenarten wurde als wichtigster isolierender Faktor die Tageszeit der Paarung ermittelt: Jede der Arten paart sich bevorzugt zu einer anderen Tageszeit, so dass es kaum zu falschen Begegnungen kommen kann. Zur Kreuzung zwischen Unterarten kommt es in der Natur fast nur dann, wenn diese vom Menschen, meist für die Imkerei, in ein fremdes Verbreitungsgebiet transportiert worden sind. Die Imkerei hat seit etwa 1850 weltweit massiv in die Populationsdynamik der Westlichen Honigbiene eingegriffen, siehe auch Geschichte der Imkerei. Heute sind bei der Westlichen Honigbiene künstliche Gebrauchskreuzungen wie die Buckfastbiene weithin üblich.

### Die neun Arten der Honigbienen
Der amerikanische Hymenopteren-Spezialist Michael S. Engel hat 1999 178 nominale Arten in der Gattung Apis (nach moderner Auffassung) anerkannt. Seiner Ansicht nach sind davon nur sieben Arten in drei Untergattungen gerechtfertigt. Spätere Bearbeiter haben zwei von Engel synonymisierten Arten wieder revalidiert, so dass heute überwiegend von neun Arten der Gattung ausgegangen wird. Der Status von drei weiteren Arten ist umstritten.
Mit Hilfe der molekularen Phylogenomik wurde die Gliederung der Gattung Apis in drei Untergattungen weitgehend bestätigt. Nathan Lo und Kollegen schlagen anhand genetischer Daten vor, die Unterarten Apis dorsata breviligula von Luzon und Apis cerana indica aus Südindien, und möglicherweise auch Apis dorsata binghami von Sulawesi, zusätzlich als eigene Arten aufzufassen. Die Datengrundlage ist aber unklar, so dass weitere Untersuchungen erforderlich sind.
Untergattung Megapis Ashmead („Riesen-Honigbienen“)
- Kliffhonigbiene (Apis laboriosa, Frederick Smith, 1871) – Vorkommen: Himalaya, Vietnam
- Riesenhonigbiene (Apis dorsata, Johann Christian Fabricius, 1798) – Vorkommen: Indien, Südostasien, Borneo, Sri Lanka

Untergattung Apis s. str. (Höhlennistende Bienen)
- Westliche Honigbiene oder Europäische Honigbiene (Apis mellifera, Linnaeus, 1758) – Vorkommen: ursprünglich Europa, Afrika, Naher Osten; inzwischen durch den Menschen weltweit verbreitet.
- Asiatische Rote Honigbiene oder Rote Honigbiene (Apis koschevnikovi, Buttel-Reepen, 1906) – Vorkommen: Borneo
- Apis nigrocincta (Frederick Smith, 1861) – Vorkommen: Sulawesi, Mindanao
- Asiatische Bergbiene (Apis nuluensis, Tingek, Koeniger and Koeniger 1996) – Vorkommen: Malaysia, Borneo
- Östliche Honigbiene oder Asiatische Honigbiene (Apis cerana, Fabricius, 1793), früher Indische Honigbiene genannt – Vorkommen: Indien, Sri Lanka, Südostasien, Borneo, Japan

Untergattung Micrapis Ashmead. (Zwerg-Honigbienen)
- Zwerghonigbiene (Apis florea, Fabricius, 1787) – Vorkommen: Südostasien, Persischer Golf, Sri Lanka
- Zwergbuschbiene oder Buschhonigbiene (Apis andreniformis, Frederick Smith, 1858) – Vorkommen: Südostasien, Borneo

### Äußere Systematik
Die Gattung wird, wegen ihrer morphologischen Sonderstellung, als einzige (monotypisch) in eine Tribus Apini gestellt. Nach heutiger Kenntnis gehört sie zu den Körbchensammlern, einer monophyletischen Artengruppe, die außerdem die Hummeln, die Prachtbienen und die Stachellosen Bienen umfasst. Ihre weitere Verwandtschaft bilden dann die südamerikanischen Gattungen Centris und Epicharis. Direkte Schwestergruppe der Apini sind möglicherweise die Prachtbienen. Auch einige Arten der stachellosen Bienen werden als Honiglieferanten genutzt.

## Fossile Honigbienen
Fossilien, die der Gattung Apis zugeschrieben werden, liegen aus dem Oligozän und Miozän aus Europa, Asien und, überraschenderweise auch Nordamerika, und damit außerhalb des rezenten natürlichen Verbreitungsgebiets der Gattung, vor. Einige der besten Funde stammen aus der Fossillagerstätte Randecker Maar. Es wurden, meist aufgrund von Details der Flügeladerung, zahlreiche Arten beschrieben, darunter  Apis henshawi Cockerell und Apis armbrusteri Zeuner, die in ihrer Morphologie teilweise sehr den rezenten Apis cerana und Apis mellifera ähneln. Eine mögliche Erklärung wäre, dass zumindest in Europa jeweils nur eine Art der Gattung lebte, die aber morphologisch recht variabel war. Die fossilen Arten der Gattung ähneln den rezenten Arten sehr stark, so dass angenommen werden kann, dass die Gattung über viele Millionen Jahre morphologisch nahezu unverändert blieb.

## Dokumentationen
- Tagebuch einer Biene bei IMDb TV-Dokumentation von Dennis Wells (Buch / Regie), WDR 2021.